# Станция глубокого заложения
Ста́нция глубо́кого заложе́ния в метрополитене — разновидность станции, при сооружении которой, согласно строительным нормам и правилам, применяется закрытый способ работ — без вскрытия дневной поверхности грунта. В связи с этим как таковой термин «станция глубокого заложения» не определяет её величину глубины: см., напр., станции «Охотный Ряд», «Библиотека имени Ленина» и «Кунцевская» Московского метрополитена, сооружённые закрытым и открытым способом, глубина которых составляет 15, 12 и 37,6 м соответственно. 

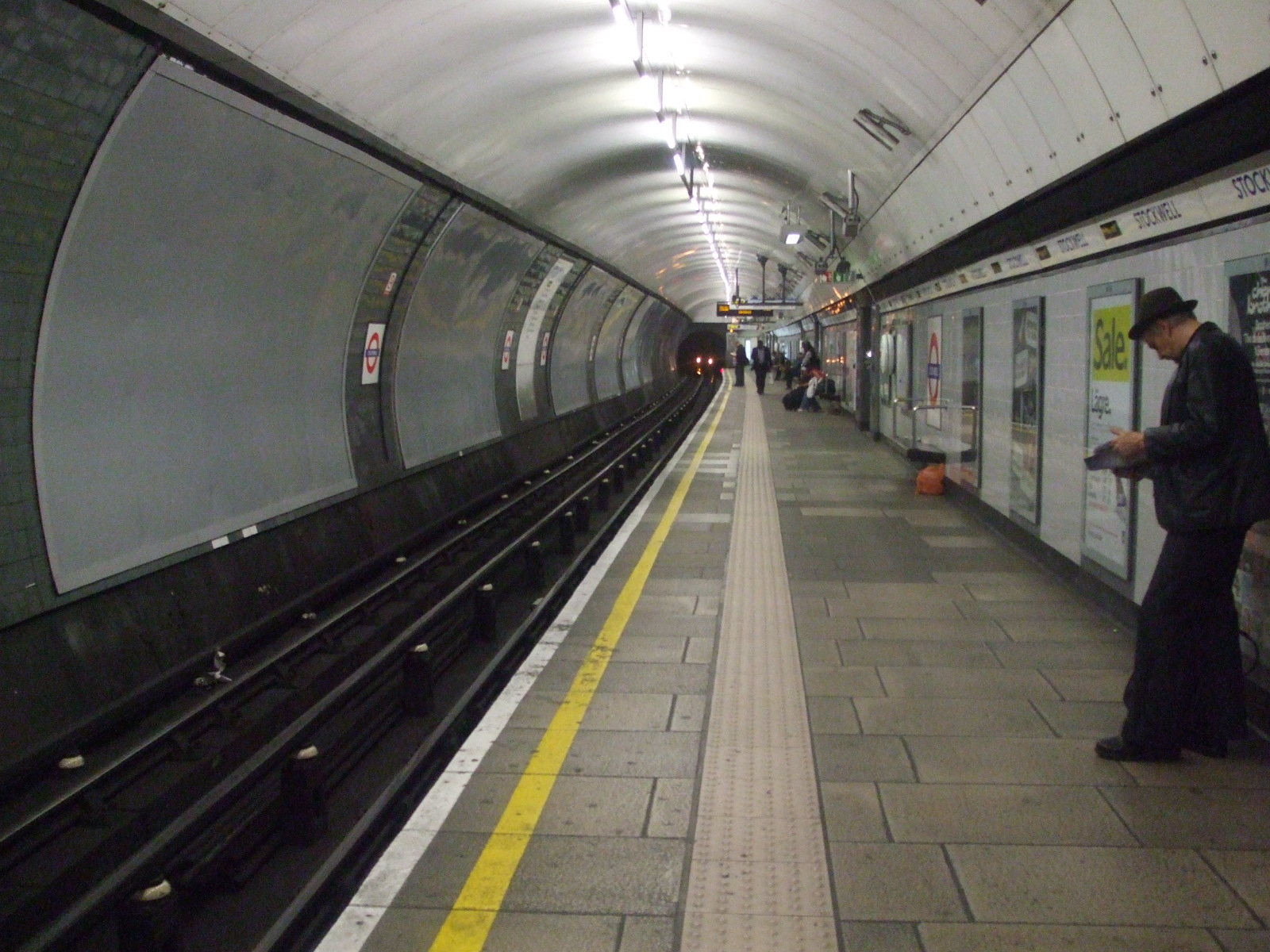
Станция «Стокуэлл (станция метро)» в Лондонском метрополитене — одна из старейших станций глубокого заложения в мире

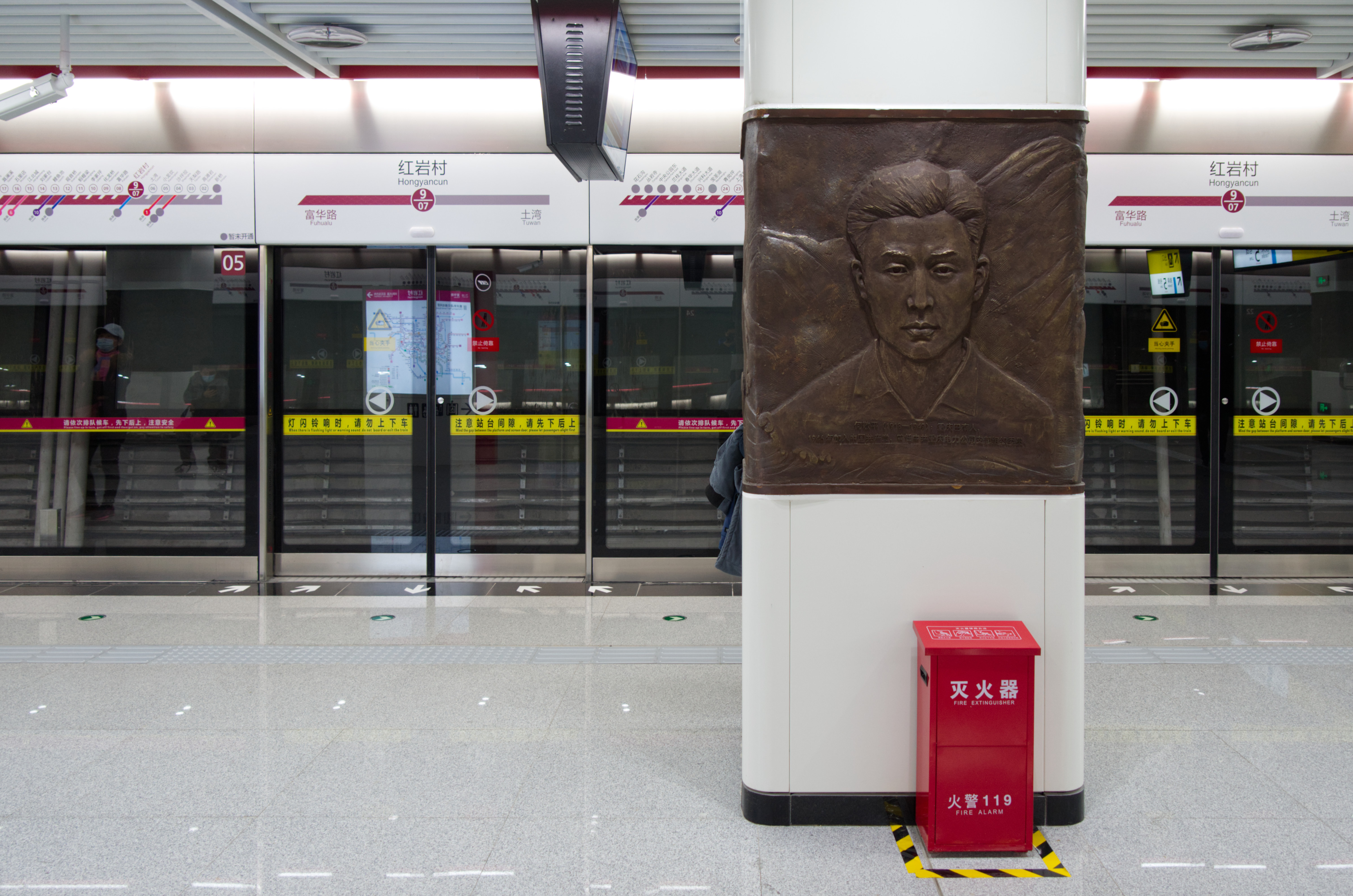
Станция «Хунъяньцунь» Чунцинского метрополитена (Китай), опередившая станцию «Арсенальная» Киевского метрополитена (105,5 м), — самая глубокая в мире (более 116 м)

С вестибюлем такая станция связывается наклонным ходом с эскалаторами. Строительство такой станции ведётся, чаще всего, через шахтный ствол, затем к станции проводятся тоннели, а на последнем этапе сооружается вестибюль с наклонным ходом.
Среди станций глубокого заложения выделяются:
- колонная,
- односводчатая,
- пилонная двухсводчатая,
- пилонная трёхсводчатая,
- двухъярусная пересадочная односводчатая,
- закрытого типа (неофициальное название — «горизонтальный лифт»; впервые в мире сооружена в Ленинградском метрополитене; станции такого типа существуют только в нём[10][11]).

## Использование
Станции глубокого заложения обычно используются, когда грунт не подходит для строительства станции мелкого заложения.